# Phare de Scarborough (Tobago)
Le phare de Scarborough (en anglais : Scarborough Lighthouse) est un phare actif situé à Scarborough (île de Tobago), à Trinité et Tobago, en mer des Caraïbes.

## Histoire
La station de signalisation maritime a été établie en 1942 dans l'enceinte du Fort King George qui est l'un des sites historiques les plus connus de Tobago. Elle a été construite sur une colline qui commande la baie de Bacolet, proche du port de Scarborough, près de la pointe sud-ouest de Tobago. Elle est équipée d'un système optique VRB-25 (en).
Le fort et le phare figurent au registre des sites historiques de Trinité-et-Tobago qui sont gérés par le National Trust of Trinidad and Tobago (en) .

## Description
Ce phare  est une tour en béton de forme pentagonale, avec une galerie et une lanterne circulaire de 7 m de haut, s'élevant du centre d'une maison de gardien en béton d'un étage. La tour est peinte en blanc et le toit de la lanterne est rouge. Il émet, à une hauteur focale de 141 m, deux flashs blancs de 0,7 seconde par période de 20 secondes. Sa portée est de 16 milles nautiques (environ 30 km).
Identifiant : ARLHS : TRI-003 - Amirauté : J5838 - NGA : 110-15184 .
|                  |
| Fort King George |

## Caractéristique dufeu maritime
Fréquence : 20 s (W-W)
- Lumière : 0,7 s
- Obscurité : 2,6 s
- Lumière :  0,7 s
- Obscurité :  16 s

### Lien connexe
- Liste des phares de Trinité-et-Tobago